# Steven Paterson

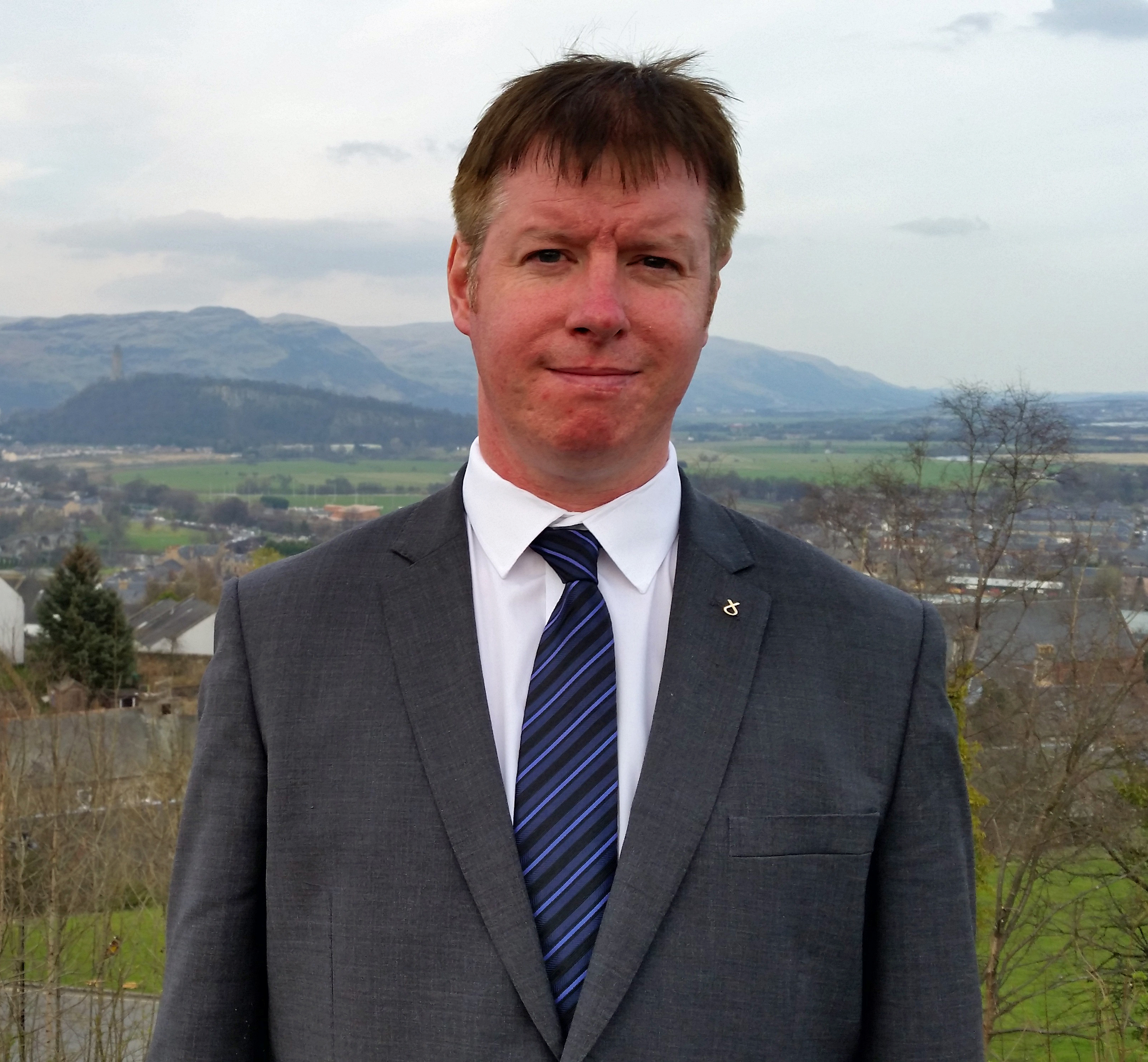
Steven Paterson

Steven Paterson ist ein schottischer Politiker der Scottish National Party (SNP).

## Leben
Paterson wurde in der heutigen Council Area Stirling geboren. Er wuchs in Cambusbarron auf und besuchte die Stirling High School sowie die Universität Stirling. Beruflich war er mit den Themenbereichen Presse, Medien und Tourismus befasst.

## Politischer Werdegang
Seit 2007 hatte Paterson einen Sitz im Regionalrat von Stirling inne. Seit 1997 vertrat die Labour-Politikerin Anne McGuire Patersons Heimatwahlkreis Stirling im britischen Unterhaus. Zu den Unterhauswahlen 2015 trat sie nicht mehr an und die Labour Party stellte Johanna Boyd als Nachfolgerin auf. Für die SNP bewarb sich Paterson um das Mandat des Wahlkreises. Mit den massiven Stimmgewinnen der SNP bei diesen Wahlen gewann Paterson mit einem Stimmenanteil von 45,6 % das Mandat deutlich und zog in der Folge erstmals in das House of Commons ein. Bei den vorgezogenen Unterhauswahlen 2017 unterlag Paterson dem Konservativen Stephen Kerr knapp und schied in der Folge aus dem House of Commons aus.